# James Wyatt

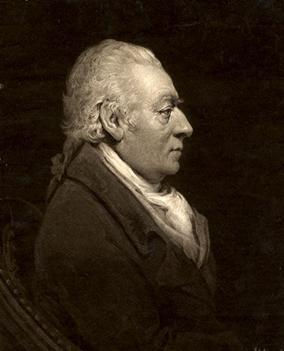
James Wyatt

James Wyatt PRA (* 3. August 1746 in Burton Constable; † 4. September 1813 bei Marlborough) war ein englischer Architekt. Im letzten Drittel des 18. Jahrhunderts war er einer der bedeutendsten Architekten Englands. Zu Beginn seiner Karriere entwarf er im Stil des neopalladianischen Klassizismus. Später wandte er sich zunehmend der Neugotik zu. Daneben weist sein Werk Einflüsse des Gothic Revival auf. Kritiker titulierten ihn als Wyatt der Zerstörer und weisen damit auf seine zahlreichen rücksichtslosen Restaurierungen und Ergänzungen gotischer Kathedralen, z. B. in Salisbury, Durham und Hereford.

## Leben
James Wyatt war der Sohn eines Holzhändlers und Bauunternehmers. 1762–1768 verbrachte er sechs Jahre in Italien, v. a. in Venedig. In dieser Zeit machte er sich mit der neopalladianischen Architektur vertraut.
Nach seiner Rückkehr nach London wurde er berühmt durch den Bau des Pantheon in der Regent Street. Der Entwurf orientierte sich an der Hagia Sophia in Konstantinopel und transportierte sie in eine klassizistische Formensprache. Sein Ruhm brachte ihm Erfolg, er wurde mit Aufträgen überhäuft. Für die große Händel-Gedächtnisfeier 1784 entwarf und baute er im Pantheon eine Königsloge – noch im Stil des neopalladianischen Klassizismus. Am 15. Februar 1785 wurde er in die Royal Academy of Arts gewählt, deren Präsident er von 1805 bis 1806 war.   1796 wurde er leitender Architekt des Bauamtes in der Nachfolge von William Chambers.

## Hauptwerke
- Gartenfront und Kuppelsaal in Heaton Hall, Lancashire, 1772
- Vestibül in Heveningham Hall, Suffolk, 1778–84
- Lee Priory, 1782, (zerstört, ein Raum erhalten im Victoria and Albert Museum, London)
- Mausoleum in Cobham Hall, Kent, 1783
- Salon in Castle Coole Fermanagh, Irland, 1790–97
- Goodwood House, 1790–1800
- Umbau von Plas Newydd, Anglesey, vor 1800
- Fonthill Abbey, Wiltshire, 1795–1807 (zerstört)
- Dodington Park, Gloucestershire, 1796–1815
- Ashridge Park, Hertfordshire, 1806–1813
- Eingangsraum in Willey Hall, Shropshire, 1812